# Guayana Esequiba

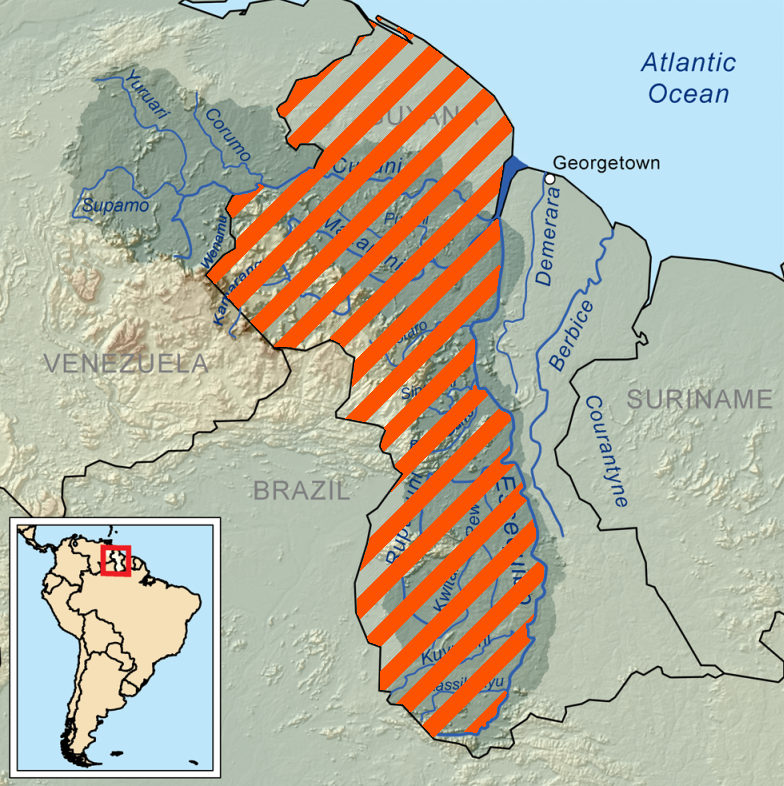
Obszar roszczeń Wenezueli – tzw. Guyana Esequiba

Guayana Esequiba – sporny obszar pozostający pod administracją Gujany, do którego roszczenia zgłasza Wenezuela. Region roszczeń, nazywany przez stronę wenezuelską po hiszpańsku Guayana Esequiba, jest położony między zachodnią częścią rzeki Essequibo a górą Roraima, i ma powierzchnię około 159 500 km². 
Republika Gujany uznaje terytorium za swoje własne, lecz jego suwerenności nie uznaje Wenezuela (na podstawie porozumienia genewskiego z dnia 17 lutego 1966 r.). Jedynie wschodnia część wyspy Isla de Anacoco na rzece Cuyuní znajduje się pod zwierzchnictwem Wenezueli, lecz Gujana nie zgadza się z takim stanem rzeczy. Dla Wenezueli cała wyspa znajduje się poza obszarem, o którym mowa. Gujana sprzeciwia się temu i w związku z tym twierdzi, że był to akt aneksji armii wenezuelskiej, która w 1966 r. okupowała ją militarnie.
Wenezuela na swoich mapach obszar ten przedstawia jako integralną część stanów Bolívar i Delta Amacuro.
Pod administracja gujańską obszar ten wchodzi w skład regionów: Barima-Waini, Cuyuni-Mazaruni, Potaro-Siparuni, Upper Takutu-Upper Esequibo i Pomeroon-Supenaam.

## Historia

### Esequibo
Od 1777 r. wraz z utworzeniem kapitanii Wenezueli (hiszp. Capitanía General de Venezuela) przez Carlosa III, rzeka Esequibo stała się granicą między posiadłościami hiszpańskimi a holenderskimi.
W 1814 r. Wielka Brytania weszła w posiadanie holenderskich terytoriów kolonialnych Demerara, Berbice i Esequibo. 
W 1822 r. Wielka Kolumbia (w skład której wchodziła Wenezuela) protestowała przeciwko najazdom angielskich osadników na terytorium uznawane za wenezuelskie. Minister spraw zagranicznych José Rafael Revenga, na polecenie Liberatora Simóna Bolívara, przedstawił w Londynie oficjalną skargę władzom brytyjskim stwierdzając: „Osadnicy Demerary i Berbice uzurpowali sobie prawo do dużej części ziemi po stronie rzeki Esequibo, która zgodnie z najnowszymi traktatami między Hiszpanią a Holandią należy do nas. Jest absolutnie niezbędne, by ci osadnicy albo poddali się jurysdykcji i posłuszeństwu naszym prawom, albo wycofali się do swoich dawnych posiadłości”. Dwa lata później José Manuel Hurtado został mianowany nadzwyczajnym wysłannikiem i pełnomocnym ministrem Wielkiej Kolumbii w Wielkiej Brytanii, zastępując José Revengę. 
W 1831 r. została utworzona jednolita kolonia Gujana Brytyjska. Od tego momentu władze brytyjskie rozpoczęły zakładanie osad na ziemiach położonych na zachód od rzeki Esequibo.

### Porozumienie genewskie z 1966 r.
17 lutego 1966 r. podpisano porozumienie genewskie między Wenezuelą a Wielką Brytanią (w imieniu ówczesnej kolonii Gujany Brytyjskiej) w Genewie w Szwajcarii. Było to porozumienie przejściowe, którego głównym celem miało być ostateczne rozwiązanie sporu granicznego. Określane jako „porozumienie w celu osiągnięcia porozumienia”; w interpretacji wenezuelskiej unieważniało ono orzeczenie arbitrażu z 1899 r. Porozumienie utrzymuje status quo – obszar objęty skargą pozostaje pod administracją Gujany, dopóki nie zostanie zaproponowane inne rozwiązanie. Pierwszy artykuł dokumentu prezentuje stanowisko Wenezueli o uznaniu decyzji sądu, który określił jej granicę z Gujaną Brytyjską za nieważną. Zjednoczone Królestwo, podpisując dokument, uznaje roszczenia Wenezueli, zgadzając się w ten sposób na znalezienie praktycznego, pokojowego i satysfakcjonującego rozwiązania dla obu stron.
Porozumienie zakładało, że w przypadku uzyskania niepodległości przez Gujanę Brytyjską, nowe państwo stałoby się de facto stroną-państwem, zgodnie z art. 7 porozumienia. Gujana uzyskała niepodległość 26 maja 1966 r. i ratyfikowała porozumienie genewskie jeszcze tego samego dnia, uznając w ten sposób wenezuelskie roszczenie do terytorium na zachodnim brzegu rzeki Essequibo.

### Protokół z Port-of-Spain
W ciągu 4 lat od podpisania porozumienia genewskiego nie osiągnięto jakichkolwiek rezultatów. W związku z tym Wenezuela, Gujana i Wielka Brytania podpisały w dniu 18 czerwca 1970 r. w stolicy Trynidadu i Tobago, Port-of-Spain, dodatkowy protokół. Na jego mocy zawieszono konflikt na dwanaście lat. W 1982 r. Wenezuela postanowiła nie przedłużać tego protokołu i kontynuować porozumienie genewskie za pośrednictwem sekretarza ONZ.